# Hương Châu
Hương Châu (tiếng Trung: 香洲区), Hán Việt: Hương Châu khu) là một quận của địa cấp thị Chu Hải (珠海市), tỉnh Quảng Đông, Cộng hòa Nhân dân Trung Hoa. Hương Châu nằm ở trung nam bộ của Quảng Đông, là nơi có trụ sở chính quyền Chu Hải, là trung tâm chính trị, kinh tế, giao thông và văn hóa của thành phố này. Hương Châu có 8 nhai đạo, 6 trấn.

## Hành chính
Hương Châu được chia ra làm 14 đơn vị hành chính cấp hương, bao gồm 8 nhai đạo và 6 trấn. Ngoài ra quận này còn quản lí 4 đơn vị ngang cấp hương khác.
- Nhai đạo: Thúy Hương (翠香街道), Mai Hoa (梅华街道), Tiền Sơn (前山街道), Cát Đại (吉大街道), Củng Bắc (拱北街道), Hương Loan (香湾街道), Sư Sơn (狮山街道), Loan Tử (湾仔街道)
- Trấn: Đường Gia Loan (唐家湾镇), Nam Bình (南屏镇), Hoành Cầm (横琴镇), Quế Sơn (桂山镇), Vạn Sơn (万山镇), Đảm Can (担杆镇)

Đơn vị ngang cấp hương khác
- Khu viên khoa học kĩ thuật Nam Bình (南屏科技园)
- Khu bảo thuế
- Trung tâm hậu cần thương mại mậu dịch: Tiền Sơn (前山商贸物流中心), Hồng Loan (洪湾商贸物流中心)